# Pirttijärvi, Övertorneå kommun
Pirttijärvi är en by vid sjön med samma namn och har också gett namn till Pirttijärvi sameby. Byn Pirttijärvi ligger norr om norra polcirkeln i Övertorneå socken och Övertorneå kommun i Norrbottens län och 153 meter över havet. Grannbyar är Jänkisjärvi, Mukkajärvi och Mukkavaara. Namnet är bildat av finskans pirtti som betyder ’pörte’ och järvi som betyder ’sjö’.  

## Historia
Byn grundades med början 1732 av f.d. soldaten nr 61 Lars Larsson Lorf, som var från Alkkula, f. 1698, gift omkring 1723 med Brita Persdotter.
Nybygget övertogs 1741 av f.d. soldaten nr 70 Olof Ersson Flink från Niemis, f. 1697 d. 1767 i Mukkajärvi, gift omkring 1724 med Brita Hindersdotter.
Äldre bybor har talat om att det funnits en stolpbod som var daterad 1747.

## Fotnoter
1. ↑  https://minkarta.lantmateriet.se/
2. ↑  ”Svensk ordbok”. https://svenska.se/so/?id=164642&pz=7. Läst 20 juni 2023.
3. ↑  ”Stora finsk-svenska ordboken”. https://kaino.kotus.fi/finsk-svensk/?p=article&suru_id=SURU_11975729ac0013d55be6eb1398636998&word=pirtti. Läst 20 juni 2023.
4. ↑  ”Jänkisjärvi historia”. Arkiverad från originalet den 20 augusti 2014. https://web.archive.org/web/20140820075155/http://www.jankisjarvi.se/historia.htm. Läst 29 juli 2019.
5. ↑  ”Anbytarforum - inlägg om grundare”. http://aforum.genealogi.se/discus/messages/44/49152.html?1068070681. Läst 19 augusti 2014.